# Lega Basket Serie A de 2017–18
A Temporada 2017–18 da Liga Italiana de Basquetebol é a 96ª edição da competição de elite entre clubes profissionais de basquetebol masculino na Itália. A partir desta temporada passa a se chamar Serie A PosteMobile com contrato de patrocinador principal.

## Clubes Participantes
| Clube                     | Localização     | Arena            | Capacidade |
| ------------------------- | --------------- | ---------------- | ---------- |
| Banco di Sardegna Sassari | Sássari         | PalaSerradimigni | 5.000      |
| Betaland Capo d'Orlando   | Capo d'Orlando  | PalaFantozzi     | 3.613      |
| Dolomiti Energia Trento   | Trento          | PalaTrento       | 4.360      |
| EA7 Emporio Armani        | Milão           | Mediolanum Forum | 12.700     |
| FIAT Torino               | Turim           | PalaRuffini      | 4.500      |
| Germani Basket Brescia    | Bréscia         | PalaGeorge       | 5.500      |
| Grissin Bon Reggio Emilia | Régio da Emília | PalaBigi         | 4.600      |
| New Basket Brindisi       | Brindisi        | PalaPentassuglia | 3.534      |
| Openjobmetis Varese       | Varese          | PalA2A           | 5.100      |
| Red October Cantù         | Cantù           | PalaDesio        | 6.700      |
| Segafredo Virtus Bologna  | Bolonha         | Unipol Arena     | 9.513      |
| Sidigas Avellino          | Avelino         | PalaDelMauro     | 5.195      |
| The Flexx Pistoia         | Pistoia         | PalaCarrara      | 4.000      |
| Umana Reyer Venezia       | Veneza          | Taliercio        | 3.506      |
| VL Pesaro                 | Pésaro          | Arena Adriatica  | 10.323     |
| Vanoli Cremona            | Cremona         | PalaRadi         | 3.527      |

## Temporada Regular
| Casa\Visitante           | SAS    | ORL    | TRE   | OLI   | TOR   | BRE    | EMI    | BRI   | VAR   | CAN     | VIR    | AVE   | PIS    | VEN   | PES    | CRE    |
| ------------------------ | ------ | ------ | ----- | ----- | ----- | ------ | ------ | ----- | ----- | ------- | ------ | ----- | ------ | ----- | ------ | ------ |
| Banco di Sardegna        |        | 81-88  | 78-67 | 90-69 | 92-80 | 76-80  | 77-67  | 90-66 | 87-91 | 94-80   | 82-74  | 88-95 | 88-81  | 84-92 | 112-81 | 102-86 |
| Betaland Capo d'Orlando  | 89-103 |        | 82-80 | 62-68 | 70-73 | 78-88  | 70-81  | 67-66 | 73-75 | 71-70   | 69-86  | 73-77 | 57-73  | 59-91 | 73-56  | 85-95  |
| Dolomiti Energia Trento  | 87-81  | 107-59 |       | 55-74 | 79-67 | 56-66  | 91-69  | 85-68 | 82-74 | 87-76   | 78-74  | 83-94 | 85-70  | 79-83 | 91-74  | 90-79  |
| EA7 Emporio Armani       | 116-93 | 91-54  | 88-80 |       | 90-78 | 74-71  | 92-78  | 93-73 | 74-73 | 93-77   | 72-64  | 92-94 | 101-74 | 80-84 | 70-75  | 82-80  |
| FIAT Torino              | 97-92  | 92-89  | 88-92 | 71-59 |       | 95-86  | 87-64  | 68-82 | 92-83 | 89-94   | 65-67  | 59-77 | 77-84  | 82-90 | 88-79  | 88-80  |
| Germani Basket Brescia   | 78-79  | 87-53  | 70-78 | 88-85 | 98-95 |        | 79-68  | 74-60 | 73-67 | 86-71   | 66-70  | 96-75 | 76-72  | 90-71 | 88-70  | 67-80  |
| Grissin Bon Reggio       | 65-63  | 69-75  | 68-82 | 71-72 | 89-82 | 71-75  |        | 73-77 | 76-66 | 86-80   | 104-99 | 89-86 | 90-42  | 76-81 | 95-102 | 91-84  |
| Happy Casa Brindisi      | 105-98 | 74-75  | 72-77 | 72-84 | 67-72 | 69-78  | 75-72  |       | 95-90 | 86-88   | 79-75  | 92-88 | 88-74  | 74-77 | 93-83  | 72-99  |
| Openjobmetis Varese      | 61-82  | 82-58  | 93-66 | 76-72 | 89-92 | 100-72 | 80-73  | 69-65 |       | 95-64   | 85-90  | 82-75 | 81-73  | 62-80 | 88-68  | 89-79  |
| Red October Cantù        | 102-96 | 96-73  | 88-80 | 93-98 | 93-90 | 84-88  | 90-79  | 98-85 | 85-89 |         | 94-87  | 83-82 | 106-85 | 92-93 | 92-73  | 97-80  |
| Segafredo Virtus Bologna | 89-72  | 88-52  | 82-75 | 67-73 | 84-76 | 74-76  | 85-75  | 94-85 | 69-71 | 83-88   |        | 64-70 | 75-67  | 87-88 | 85-67  | 79-78  |
| Sidigas Avellino         | 67-80  | 97-69  | 78-74 | 75-82 | 72-63 | 95-96  | 66-62  | 89-71 | 65-61 | 86-71   | 87-59  |       | 101-71 | 87-77 | 103-81 | 95-72  |
| The Flexx Pistoia        | 69-80  | 91-69  | 79-86 | 63-79 | 80-65 | 90-85  | 74-78  | 83-77 | 74-65 | 82-93   | 61-74  | 71-86 |        | 93-83 | 86-83  | 76-65  |
| Umana Reyer Venezia      | 82-80  | 104-85 | 79-78 | 89-86 | 91-96 | 68-61  | 66-68  | 76-71 | 63-75 | 107-83  | 71-70  | 88-74 | 84-80  |       | 72-71  | 92-81  |
| VL Pesaro                | 88-85  | 84-81  | 62-77 | 64-78 | 90-95 | 70-73  | 96-104 | 80-75 | 74-71 | 82-91   | 75-81  | 78-83 | 80-72  | 77-74 |        | 68-79  |
| Vanoli Cremona           | 96-81  | 119-95 | 89-96 | 60-76 | 92-70 | 88-86  | 68-71  | 92-83 | 80-72 | 109-100 | 91-78  | 86-73 | 92-77  | 83-85 | 92-79  |        |

## Classificação
| Pos. | Clube                     | P  | J  | V  | D  | P+    | P-   | SP   | Classificação           |
| ---- | ------------------------- | -- | -- | -- | -- | ----- | ---- | ---- | ----------------------- |
| 1    | Umana Reyer Venezia       | 46 | 30 | 23 | 7  | 2.481 | 2364 | 117  | Playoffs                |
| 2    | EA7 Emporio Armani        | 44 | 30 | 22 | 8  | 2.463 | 2244 | 219  | Playoffs                |
| 3    | Germani Basket Brescia    | 40 | 30 | 20 | 10 | 2.397 | 2282 | 115  | Playoffs                |
| 4    | Sidigas Avellino          | 40 | 30 | 20 | 10 | 2.492 | 2313 | 179  | Playoffs                |
| 5    | Dolomiti Energia Trento   | 36 | 30 | 18 | 12 | 2.423 | 2304 | 119  | Playoffs                |
| 6    | Openjobmetis Varese       | 32 | 30 | 16 | 14 | 2.355 | 2271 | 84   | Playoffs                |
| 7    | Red October Cantù         | 32 | 30 | 16 | 14 | 2.619 | 2614 | 5    | Playoffs                |
| 8    | Vanoli Cremona            | 30 | 30 | 15 | 15 | 2.554 | 2495 | 59   | Playoffs                |
| 9    | Segafredo Virtus Bologna  | 30 | 30 | 15 | 15 | 2.353 | 2292 | 61   |                         |
| 10   | Banco di Sardegna Sassari | 30 | 30 | 15 | 15 | 2.586 | 2488 | 98   |                         |
| 11   | FIAT Torino               | 26 | 30 | 13 | 17 | 2.432 | 2494 | -62  |                         |
| 12   | Grissin Bon Reggio Emilia | 26 | 30 | 13 | 17 | 2.322 | 2362 | -40  |                         |
| 13   | The Flexx Pistoia         | 20 | 30 | 10 | 20 | 2.267 | 2449 | -182 |                         |
| 14   | Happy Casa Brindisi       | 18 | 30 | 9  | 21 | 2.317 | 2461 | -144 |                         |
| 15   | VL Pesaro                 | 16 | 30 | 8  | 22 | 2.310 | 2547 | -237 |                         |
| 16   | Betaland Capo d'Orlando   | 14 | 30 | 7  | 23 | 2.153 | 2544 | -391 | Rebaixado para Serie A2 |

## Playoffs

### Confrontos
|  | Quartas-de-final | Quartas-de-final          | Quartas-de-final        |                           |                           | Semifinais | Semifinais | Semifinais |  |  | Final | Final                   | Final |
|  |                  |                           |                         |                           |                           |            |            |            |  |  |       |                         |       |
|  |                  | Umana Reyer Venezia       | 3                       |                           |                           |            |            |            |  |  |       |                         |       |
|  |                  | Vanoli Cremona            | 0                       |                           |                           |            |            |            |  |  |       |                         |       |
|  |                  | Vanoli Cremona            | 0                       |                           | Umana Reyer Venezia       | 1          |            |            |  |  |       |                         |       |
|  |                  |                           |                         |                           | Umana Reyer Venezia       | 1          |            |            |  |  |       |                         |       |
|  |                  |                           | Dolomiti Energia Trento | 3                         |                           |            |            |            |  |  |       |                         |       |
|  |                  | Sidigas Avelino           | Dolomiti Energia Trento | 3                         | 1                         |            |            |            |  |  |       |                         |       |
|  |                  | Sidigas Avelino           |                         |                           | 1                         |            |            |            |  |  |       |                         |       |
|  |                  | Dolomiti Energia Trento   | 3                       |                           |                           |            |            |            |  |  |       |                         |       |
|  |                  |                           |                         |                           |                           |            |            |            |  |  |       | Dolomiti Energia Trento | 2     |
|  |                  |                           |                         | EA7 Emporio Armani Milano | 4                         |            |            |            |  |  |       |                         |       |
|  |                  | EA7 Emporio Armani Milano | 3                       |                           |                           |            |            |            |  |  |       |                         |       |
|  |                  | Red October Cantù         | 0                       |                           |                           |            |            |            |  |  |       |                         |       |
|  |                  | Red October Cantù         | 0                       |                           | EA7 Emporio Armani Milano | 3          |            |            |  |  |       |                         |       |
|  |                  |                           |                         |                           | EA7 Emporio Armani Milano | 3          |            |            |  |  |       |                         |       |
|  |                  |                           | Germani Basket Brescia  | 1                         |                           |            |            |            |  |  |       |                         |       |
|  |                  | Germani Basket Brescia    | Germani Basket Brescia  | 1                         | 3                         |            |            |            |  |  |       |                         |       |
|  |                  | Germani Basket Brescia    |                         |                           | 3                         |            |            |            |  |  |       |                         |       |
|  |                  | Openjobmetis Varese       | 0                       |                           |                           |            |            |            |  |  |       |                         |       |

#### Quartas de final
| Time 1                 | Série | Time 2                  | 1º Jogo | 2º Jogo | 3º Jogo | 4º Jogo | 5º Jogo |
| ---------------------- | ----- | ----------------------- | ------- | ------- | ------- | ------- | ------- |
| Umana Reyer Venezia    | 3-0   | Vanoli Cremona          | 87-77   | 108-76  | 99-72   |         |         |
| EA7 Emporio Armani     | 3-0   | Red October Cantù       | 105-73  | 87-75   | 74-65   |         |         |
| Germani Basket Brescia | 3-0   | Openjobmetis Varese     | 68-61   | 77-75   | 69-64   |         |         |
| Sidigas Avellino       | 1-3   | Dolomiti Energia Trento | 77-79   | 80-59   | 80-88   | 68-84   |         |

#### Semifinal
| Time 1              | Série | Time 2                  | 1º Jogo | 2º Jogo | 3º Jogo | 4º Jogo | 5º Jogo |
| ------------------- | ----- | ----------------------- | ------- | ------- | ------- | ------- | ------- |
| Umana Reyer Venezia | 1 - 3 | Dolomiti Energia Trento | 78-80   | 80-77   | 63-81   | 76-84   |         |
| EA7 Emporio Armani  | 3 - 1 | Germani Basket Brescia  | 82-85   | 89-68   | 80-74   | 76-70   |         |

#### Final
| Time 1                  | Série | Time 2                    | 1º Jogo | 2º Jogo | 3º Jogo | 4º Jogo | 5º Jogo | 6º Jogo | 7º Jogo |
| ----------------------- | ----- | ------------------------- | ------- | ------- | ------- | ------- | ------- | ------- | ------- |
| Dolomiti Energia Trento | 2 - 4 | EA7 Emporio Armani Milano | 85-98   | 80-90   | 72-65   | 77-74   | 90-91   | 71-96   |         |

## Premiação
| Serie A 2017–18                         |
| Lombardia                               |
| --------------------------------------- |
| EA7 Emporio Armani Campeão (28° título) |

## Clubes Italianos em competições europeias
| Clube           | Competição        | Resultado                                      |
| --------------- | ----------------- | ---------------------------------------------- |
| Milão           | EuroLiga          | Temporada Regular (15º colocado: 10v - 20d)    |
| Trento          | EuroCopa          | Eliminado Top 16 (3º Grupo G)                  |
| Torino          | EuroCopa          | Eliminado Top 16 (3º Grupo F)                  |
| Régio da Emilia | EuroCopa          | Eliminado nas semifinais pelo Lokomotiv        |
| Sassari         | Liga dos Campeões | Eliminado Temporada Regular (5º Grupo A)       |
| Avellino        | Liga dos Campeões | Eliminado Temporada Regular (5º Grupo D)       |
| Veneza          | Liga dos Campeões | Eliminado Temporada Regular (6º Grupo C)       |
| Orlandina       | Liga dos Campeões | Eliminado Temporada Regular (8º Grupo B)       |
| Veneza          | Copa Europeia     | Campeão                                        |
| Avellino        | Copa Europeia     | Finalista                                      |
| Sassari         | Copa Europeia     | Eliminado oitavas de finais por ESSM Le Portel |

## Copa da Itália 2018
A Copa da Itália, conhecida também por Postmobile Final Eight 2018 por razões de patrocinadores aconteceu entre os dias 15 a 18 de fevereiro de 2018 reunindo os oito melhores classificados do primeiro turno da temporada regular com todos os jogos disputados em sede única no Nelson Mandela Forum em Firenze.
|  | Quartas-de-final | Quartas-de-final         | Quartas-de-final |                 |                   | Semifinais | Semifinais | Semifinais |  |  | Final | Final       | Final |
|  |                  |                          |                  |                 |                   |            |            |            |  |  |       |             |       |
|  |                  | Sidigas Avellino         | 82               |                 |                   |            |            |            |  |  |       |             |       |
|  |                  | Vanoli Cremona           | 89               |                 |                   |            |            |            |  |  |       |             |       |
|  |                  | Vanoli Cremona           | 89               |                 | Vanoli Cremona    | 87         |            |            |  |  |       |             |       |
|  |                  |                          |                  |                 | Vanoli Cremona    | 87         |            |            |  |  |       |             |       |
|  |                  |                          | FIAT Torino      | 92              |                   |            |            |            |  |  |       |             |       |
|  |                  | Umana Reyer Veneza       | FIAT Torino      | 92              | 60                |            |            |            |  |  |       |             |       |
|  |                  | Umana Reyer Veneza       |                  |                 | 60                |            |            |            |  |  |       |             |       |
|  |                  | FIAT Torino              | 72               |                 |                   |            |            |            |  |  |       |             |       |
|  |                  |                          |                  |                 |                   |            |            |            |  |  |       | FIAT Torino | 69    |
|  |                  |                          |                  | Germani Brescia | 67                |            |            |            |  |  |       |             |       |
|  |                  | EA7 Emporio Armani       | 87               |                 |                   |            |            |            |  |  |       |             |       |
|  |                  | Red October Cantù        | 105              |                 |                   |            |            |            |  |  |       |             |       |
|  |                  | Red October Cantù        | 105              |                 | Red October Cantù | 82         |            |            |  |  |       |             |       |
|  |                  |                          |                  |                 | Red October Cantù | 82         |            |            |  |  |       |             |       |
|  |                  |                          | Germani Brescia  | 87              |                   |            |            |            |  |  |       |             |       |
|  |                  | Germani Brescia          | Germani Brescia  | 87              | 97                |            |            |            |  |  |       |             |       |
|  |                  | Germani Brescia          |                  |                 | 97                |            |            |            |  |  |       |             |       |
|  |                  | Segafredo Virtus Bologna | 83               |                 |                   |            |            |            |  |  |       |             |       |